# Emil Hünten

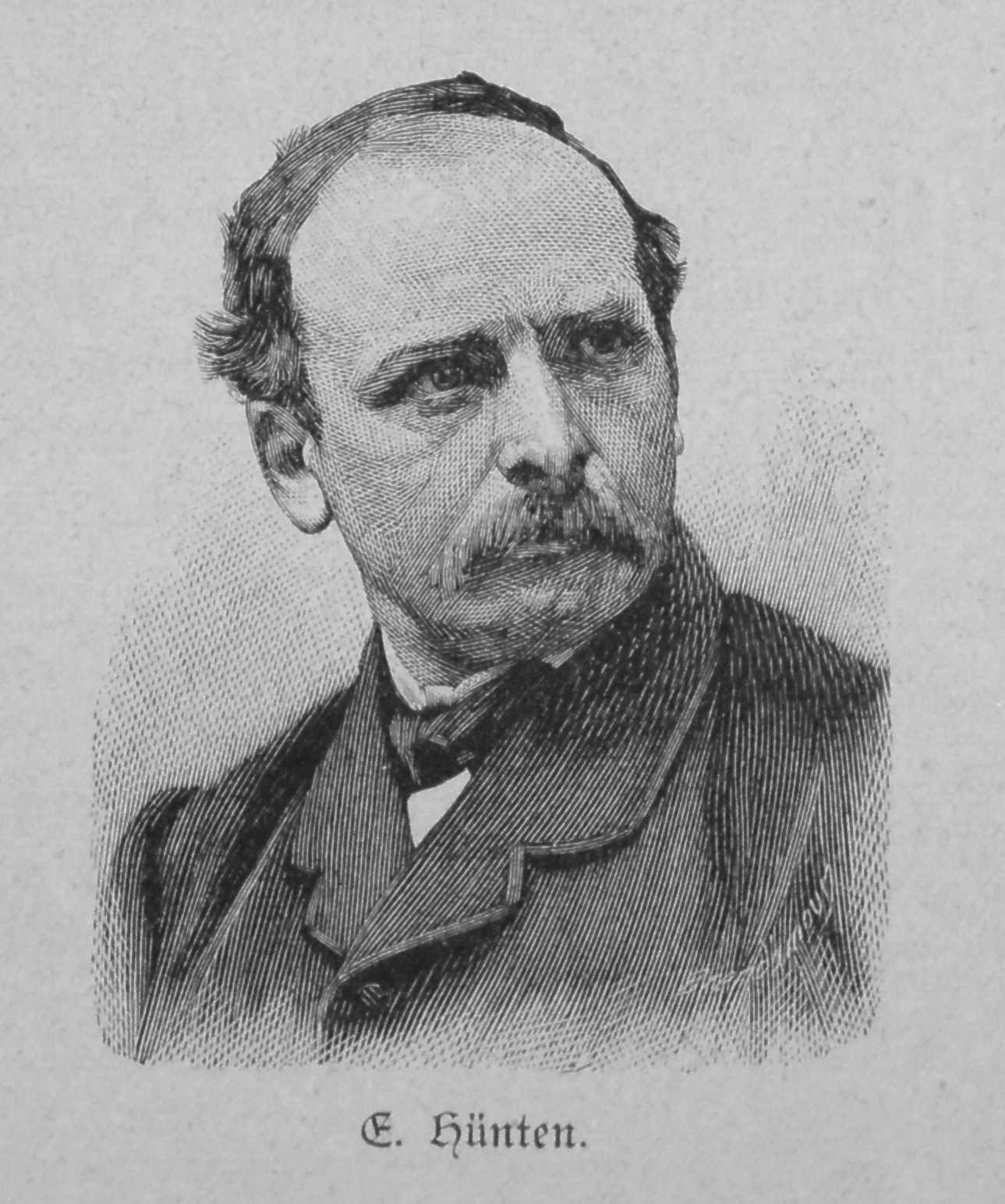
Emil Hünten. Grabado por Richard Brend'amour.

Emil Johannes Hünten (19 de enero de 1827-1 de febrero de 1902) fue un pintor alemán de escenas militares. Sus obras a menudo fueron litografiadas.

## Biografía
Nacido en París el 19 de enero de 1827, hijo del compositor Franz Hünten, estudió arte bajo la supervisión de Hippolyte Flandrin y Horace Vernet en la Escuela de Bellas Artes. En 1848, se trasladó a Amberes para trabajar en los estudios de Gustaf Wappers y Josephus Laurentius Dyckmans, antes de dirigirse a Düsseldorf en 1851 donde sus profesores fueron Julius Lessing y Wilhelm Camphausen.

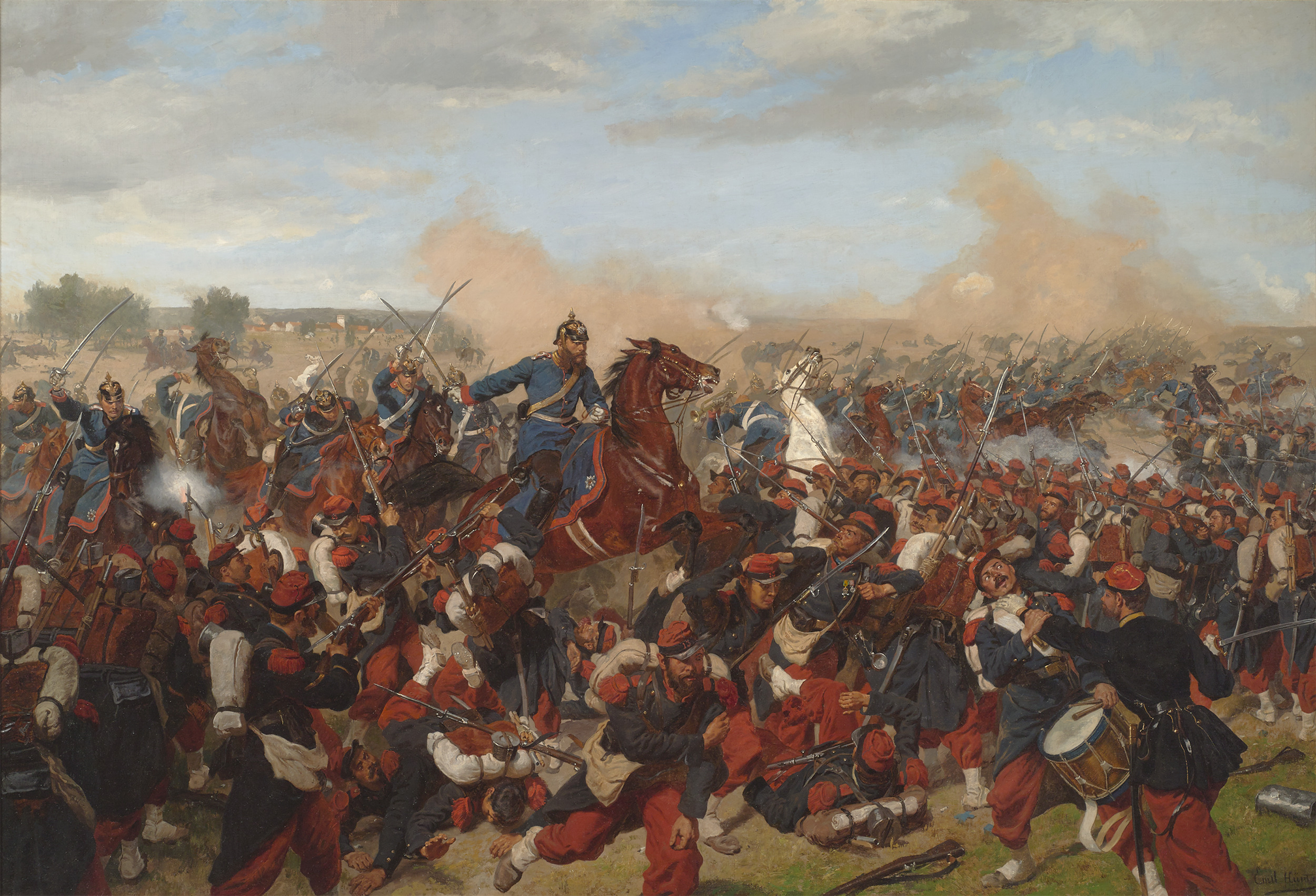
Batalla de Mars-La-Tour, 16 de agosto de 1870.

Con estas influencias, no sorprende que el artista empezar a pintar escenas históricas de la vida de Federico el Grande, y gradualmente viró hacia temas militares. Su obra atrajo la atención del Príncipe de la Corona Federico Guillermo de Prusia quien lo invitó a acompañar al ejército en la campaña de Schleswig-Holstein en 1864. Dos años más tarde, Hünten fue agregado a las fuerzas prusianas en la guerra austro-prusiana, y cuatro años después, cubrió la guerra franco-prusiana.
Entre sus clientes había muchos famosos. Otto von Bismarck le encargó una escena de la Batalla de Gravelotte. Ganó medallas por sus obras en Berlín (1872) y Viena (1873), y se convirtió en miembro de la Academia de Berlín en 1878. Destacó también como pintor de caballos. Uno de sus estudiantes fue el artista inglés de historia militar Ernest Crofts.
Theodor Fontane estuvo inspirado por la obra de Emil Hünten para su novela Wanderungen durch die Mark Brandenburg. En su novela Effi Briest, los protagonistas visitan el gran panorama de Hünten de la Batalla de San Privat en Berlín.
Murió en Düsseldorf el 1 de febrero de 1902.

## Pinturas

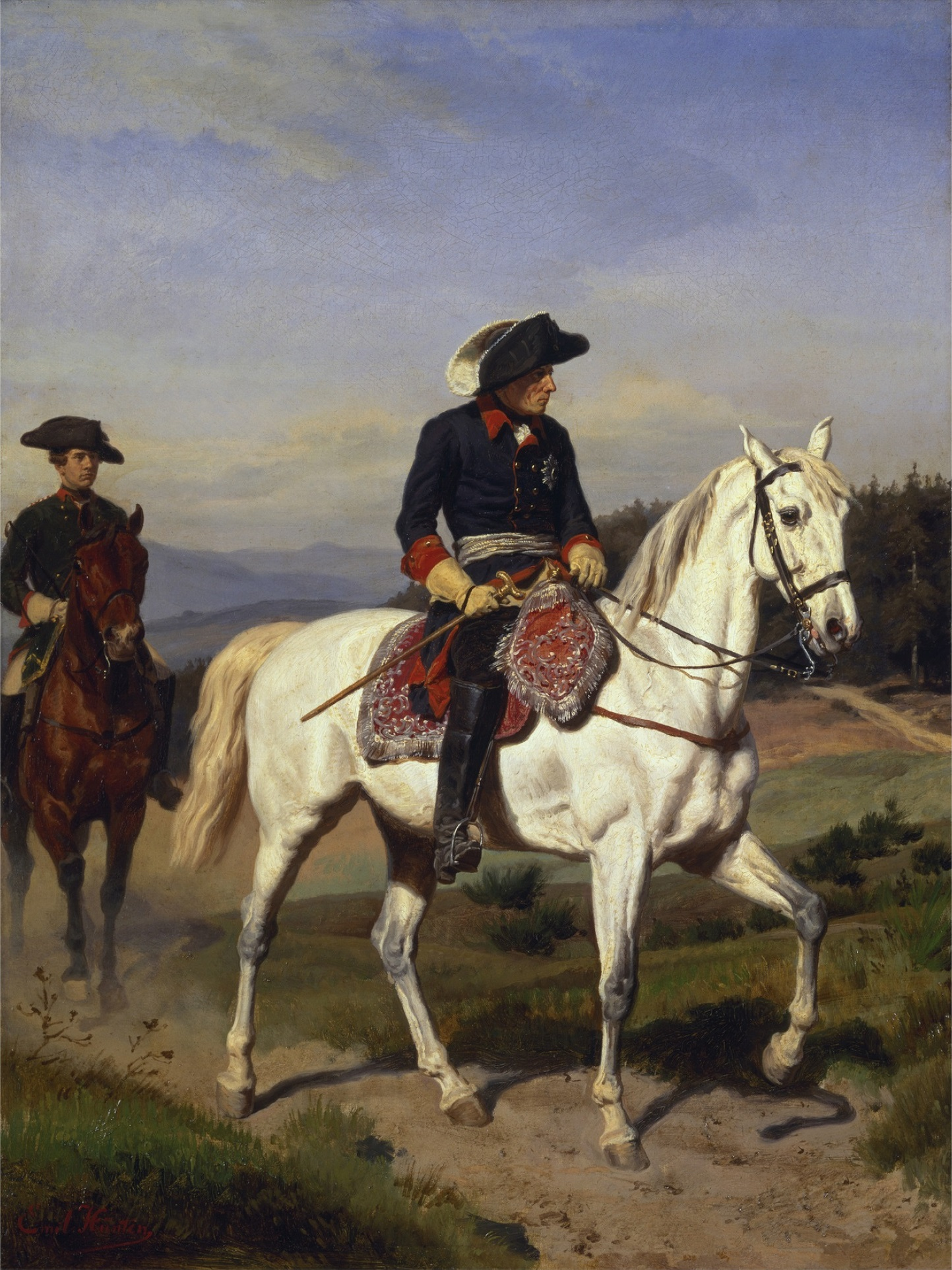
Federico el Grande en Schweidnitz, 1865

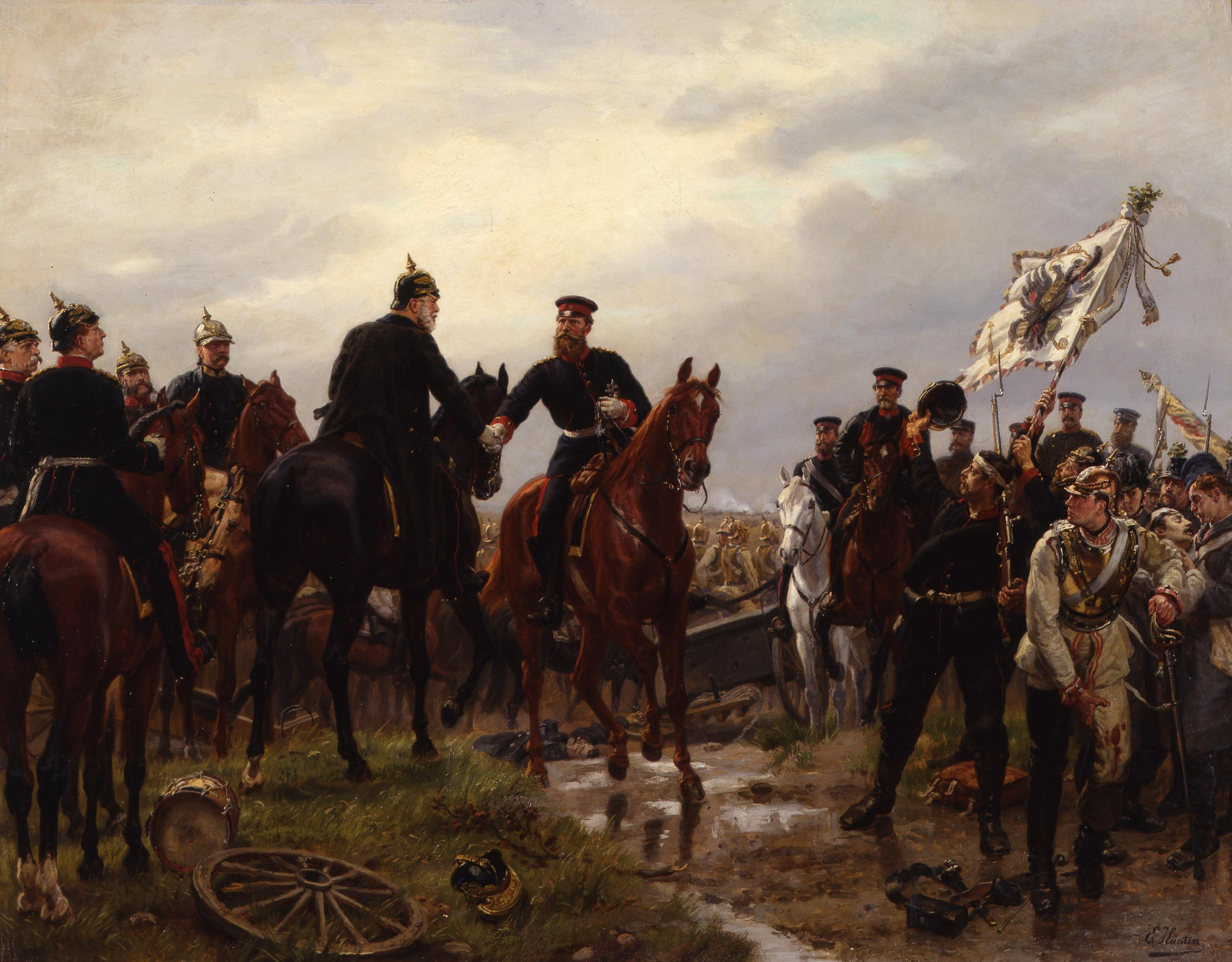
Batalla de Königgrätz

Mensajero francés

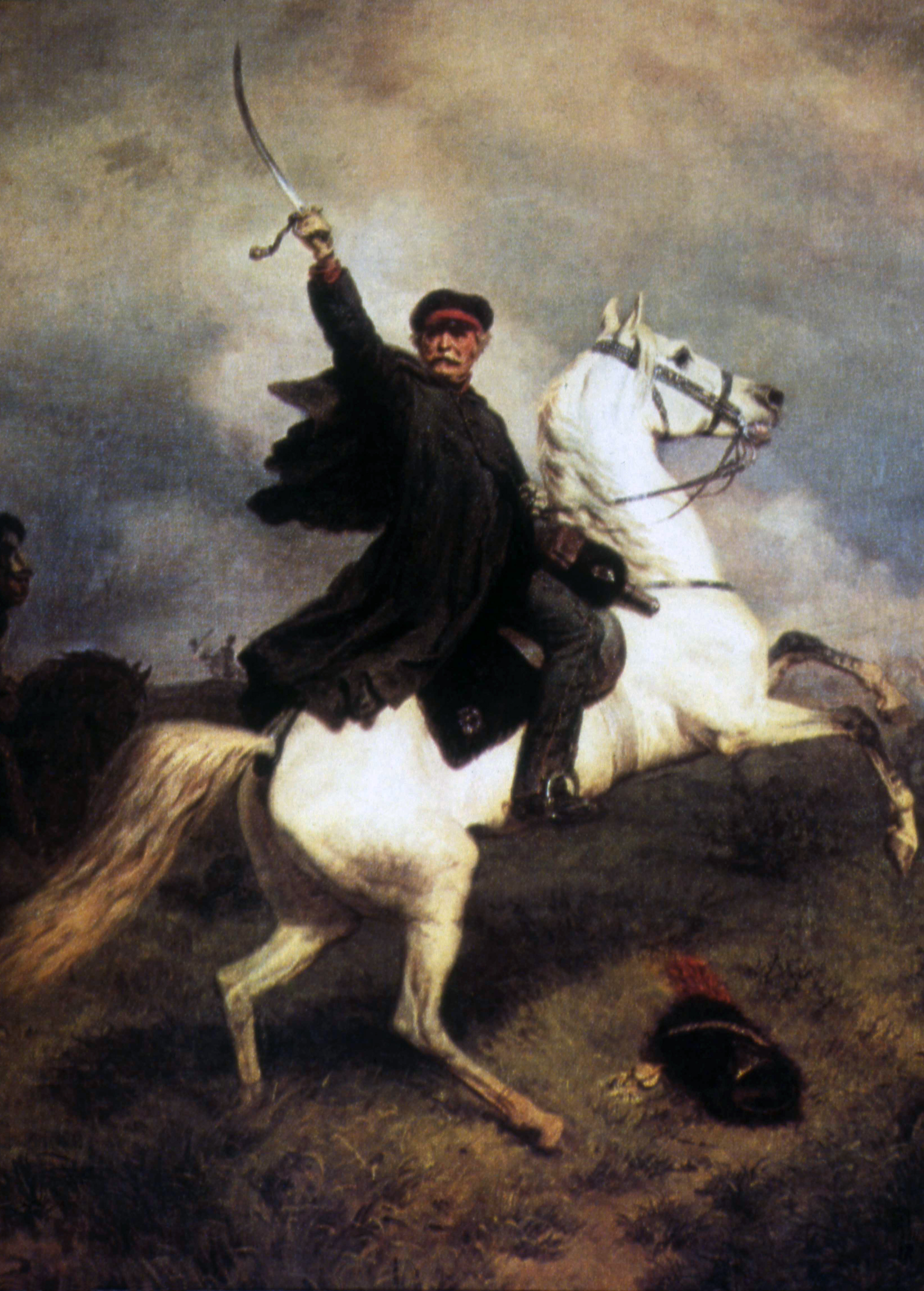
Mariscal adelante

En Alemania las obras de Emil Hünten se exhiben en el Palast Kunst Museum Düsseldorf, Kunsthalle Kiel (que posee al menos dos obras), Deutsches Historisches Museum Berlín, el Museo del Estado de Baja Sajonia en Hannover y el Museo Bismarck en Friedrichsruh.
- Coracero Prusiano corriendo sobre un Puente (1852-53)
- Escaramuza cerca de Hennersdorf (1855)
- Escaramuza en Reichenbach (1856)
- Batalla de Zorndorf (1858)
- El Príncipe Fernando de Brunswick durante la Batalla de Krefeld, 23 de junio de 1758 (1860)
- Del tiempo de Federico el Grande
- Asalto al Reducto de Düppel (1865)
- Húsares Prusianos contra Dragones Daneses
- Patrulla de Coraceros
- El General von Nostitz en Oeversee
- Oficial Austríaco con Bandera de Tregua
- Reconocimiento en Sadowa
- Escaramuza de una Patrulla cerca de Thorstedt
- Lucha con la Caballería Francesa en Elsasshausen, 6 de agosto de 1870 (1877)
- Maniobras de Caída en el Rin (1879)
- Batalla cerca de Loigny, 2 de diciembre de 1870 (1882)
- Carga de Coraceros en Worth
- El 53º Regimiento en Colombey
- Carga de Húsares en Hebecourt
- Dragón de la Guardia en la Batalla de Mars-la-Tour
- El 39º Regimiento de Fusileros en Gravelotte
- En la Batalla de Vionville, 16 de agosto de 1870
- Los Hesianos en St. Privat
- La búsqueda
- Cazadores de África en Sedán
- El encuentro de Bismark y Napoleón después de Sedán